# Torre da Coruja

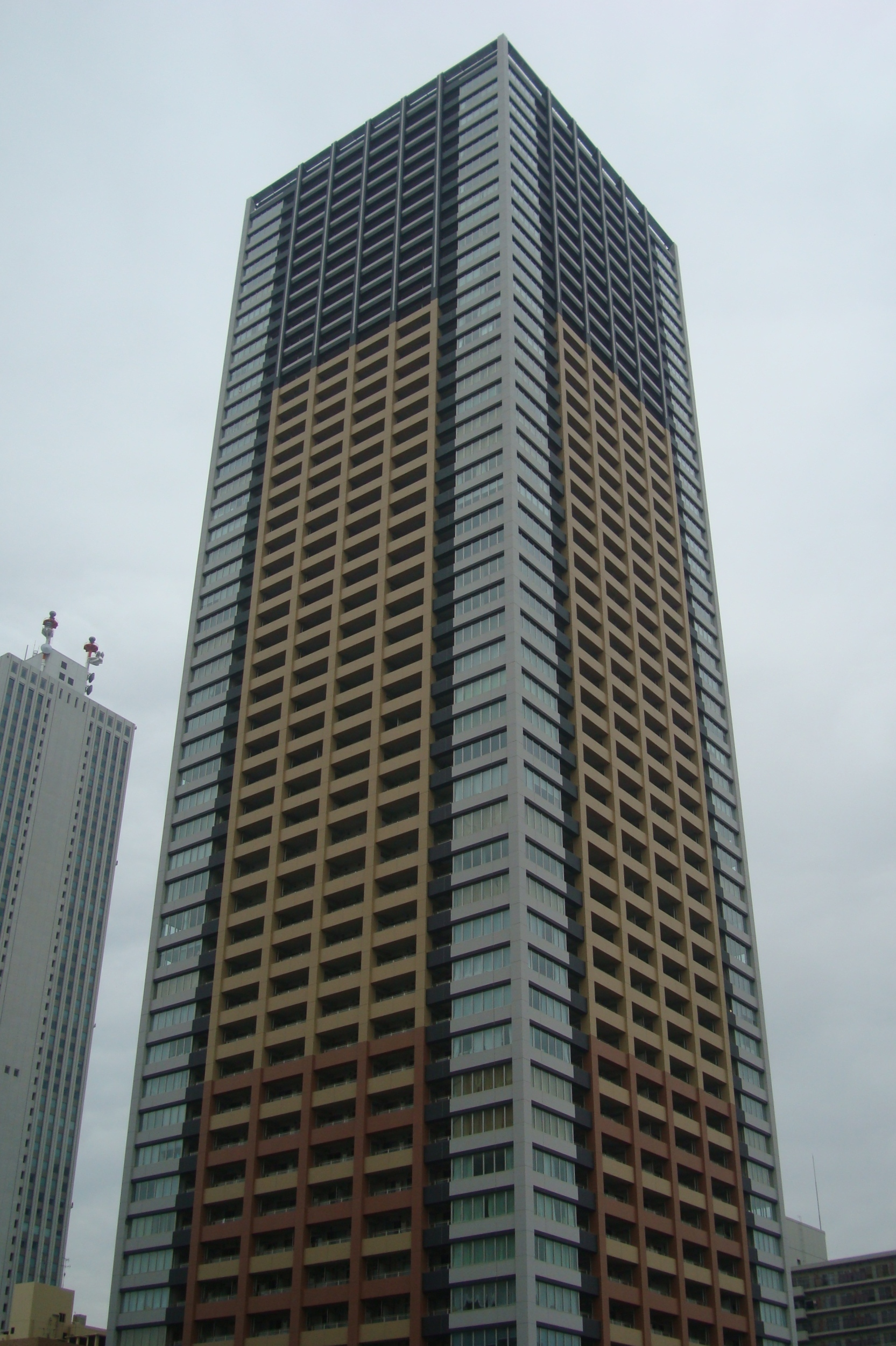
Torre da Coruja, em 2012

A Torre da Coruja (em japonês: アウルタワ) é um edifício residencial na zona de Toshima, em Tóquio, Japão. A sua construção foi concluída em Janeiro de 2011, e tem uma altura de 189,2 metros de altitude, com o piso mais alto situado nos 182,8 metros. É o 38º edifício mais alto em Tóquio e o 55º mais alto do Japão.

## Construção e características
A Torre da Coruja foi construída em resposta a problemas relacionados com a utilização de edifícios já existentes, como a necessidade de arranha-céus especializados nesta área, aproveitar o espaço o melhor possível, evitar o uso misto de edifícios, e também encorajar as pessoas a viver no distrito de Ikebukuro. O nome do edifício vem da mascote do distrito. A torre está localizada perto da Torre de Elevação do Ar e da Estação de Higashi-Ibebukuro, para a qual está conectada directamente debaixo da terra. Nas imediações também se localiza o complexo Cidade da Luz Solar, com o seu arranha-céus Luz Solar 60, o maior edifício em Tóquio de 1978 até 1991.
O arranha-céus foi construído num lote com uma área com quase seis mil metros quadrados, dos quais quase três mil é ocupada efectivamente pelo edifício.
```
Betão reforçado, aço e vidro foram usados durante a sua construção,
[
1
]
[
9
]
 tendo custado cerca de 30 biliões de 
ienes
.
[
6
]
 O edifício foi desenhado e construído pela 
Corporação Taisei
.
[
2
]
 O planeamento da cidade para a construção do edifício foi feito em 2004, e a permissão foi dada em Janeiro de 2006. A construção começou em Outubro de 2007, e foi concluída em Janeiro de 2011.
[
6
]
 Em Março do mesmo ano, o edifício já estava pronto para receber os primeiros inquilinos.
[
9
]
```

Embora a Torre da Coruja seja principalmente um edifício residencial, alguns andares foram dedicados para uso comercial. Várias lojas estão a ocupar o nível -1 e o 1º andar, enquanto do 2º até ao 6º andar existem escritórios. Os apartamentos estão situados nos andares seguintes, até ao 52º. Existem 11 elevadores no arranha-céus. O espaço total de um andar é de aproximadamente 79 mil metros quadrados. Existem aproximadamente 608 unidades, das quais 473 são apartamentos residenciais, e 135 são não-residenciais, com o resto do espaço a incluir um teatro, um clube de fitness, entre outros serviços. 344 lugares de estacionamento também foram construídos dentro do perímetro da torre.